# Кимоваара
Ки́моваара (карел. Kiimanvuara) — старинный карельский посёлок в составе Лендерского сельского поселения Муезерского района Республики Карелия Российской Федерации.

## Общие сведения
Расположен на берегу Каргиозера, через которое протекает река Сула.

## Памятники истории
В посёлке сохраняется памятник истории — могила председателя исполкома Кимоваарского волостного Совета Ярвеляйнена, расстрелянного белофиннами в 1922 году.

## Фотографии

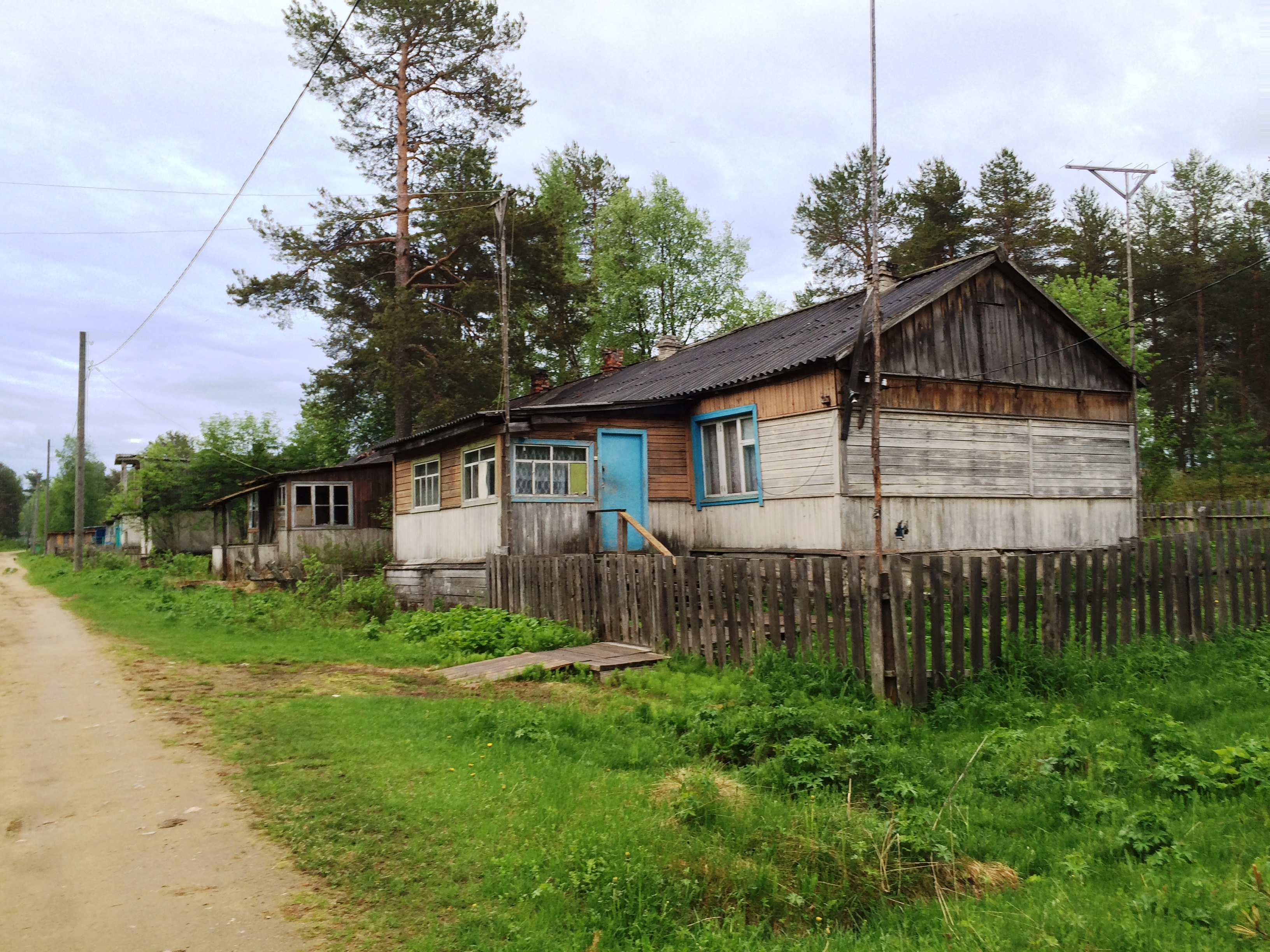
Дома по Набережной улице

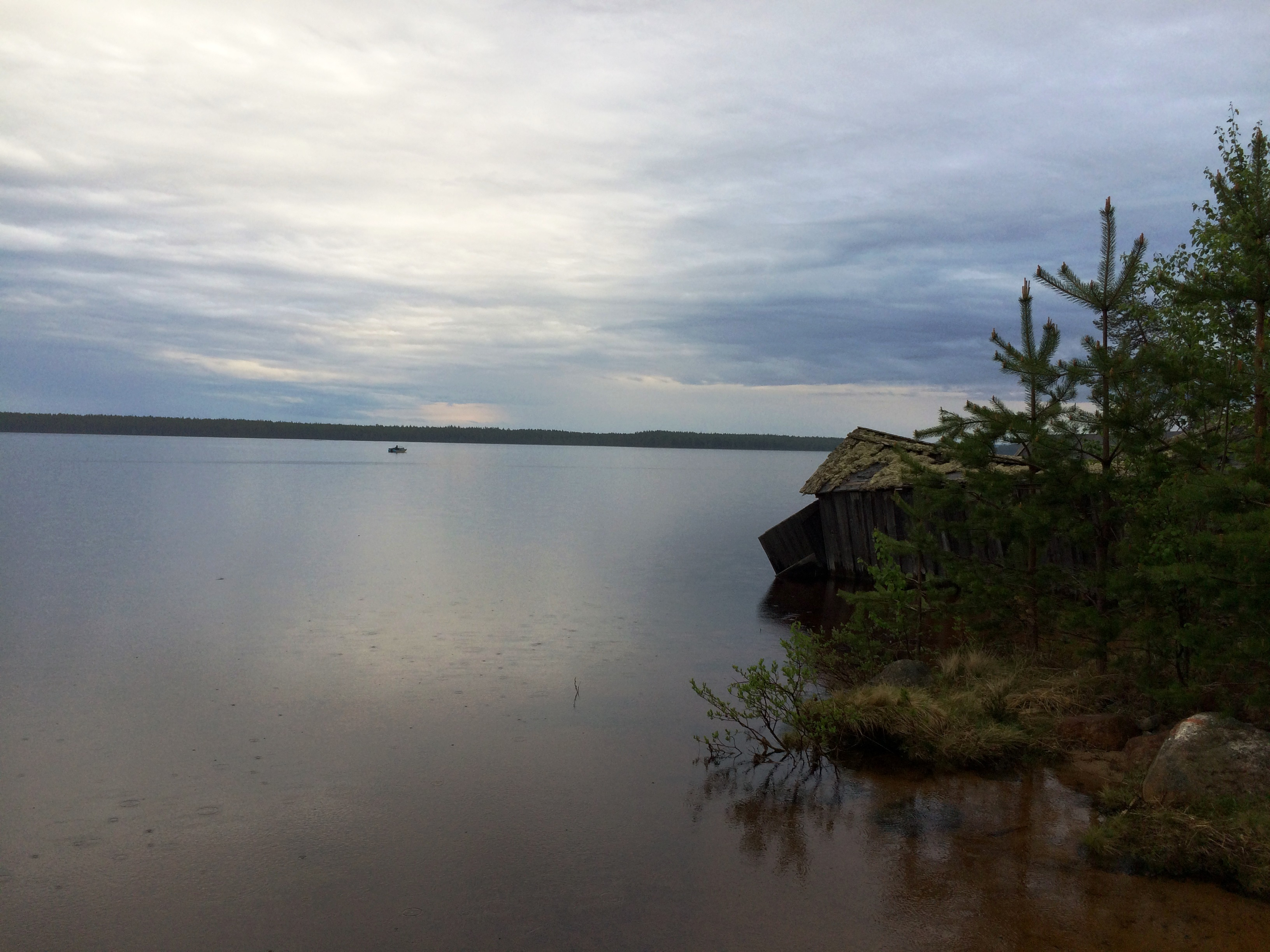
Берег Каргиозера

## Население
| 2002 | 2009 | 2010 | 2013 |
| ---- | ---- | ---- | ---- |
| 164  | ↘116 | ↘75  | ↘64  |

## Улицы
- ул. Гористая
- ул. Лесная
- ул. Набережная
- ул. Северная
- ул. Советская